# پرواز شماره ۳۷۰ هواپیمایی مالزی
پرواز ۳۷۰ هواپیمایی مالزی (ام‌اچ ۳۷۰) پرواز یک هواپیمای بوئینگ ۷۷۷ متعلق به شرکت هواپیمایی مالزی است که در ۸ مارس ۲۰۱۴ از کوالالامپور، پایتخت مالزی، با ۲۳۹ مسافر تبعهٔ ۱۴ کشور گوناگون عازم پکن بود اما به دلیل نامعلومی پس از تغییر مسیر تماس آن با رادار قطع و ناپدید شد.
عملیاتی بین‌المللی برای پیدا کردن این هواپیما توسط بیش از ۲۶ کشور به جریان افتاد و گفته شد بزرگ‌ترین عملیات جستجو در تاریخ بوده‌است. این عملیات از خلیج تایلند و دریای جنوبی چین آغاز شد و پس از آن به تنگه مالاکا و دریای آندامان و در نهایت پس از آنکه بازرس‌ها متوجه شدند که هواپیما پس از ناپدید شدن به سمت غرب و شبه‌جزیره مالایا حرکت کرده و سپس در یک مسیر به سمت شمال یا جنوب به مدت هفت ساعت پرواز کرده‌است، به اقیانوس هند گسترش یافت.
در تاریخ ۲۴ مارس ۲۰۱۴ نجیب تون رزاق، نخست‌وزیر مالزی گفت براساس داده‌های ماهوارهٔ اینمارست بیش‌تر از هر احتمال دیگری، هواپیما در حال پرواز به سمت جنوب اقیانوس هند بوده و پس از هفت ساعت پرواز و تمام شدن سوختش در همان‌جا سقوط کرده و تمام سرنشینان آن مرده‌اند. با وجود این که تا به امروز قطعات زیادی توسط ماهواره‌ها دیده شده‌است، اما به دلیل گستردگی زیاد منطقه و شرایط بد آب‌وهوایی و فاصلهٔ بسیار زیادش با خشکی، هنوز هیچ‌یک از مشاهدات ماهواره‌ها قابل تأیید نیست. با این حال، برخی مقام‌های مالزی می‌گویند که هیچ احتمالی را رد نمی‌کنند. این هواپیما دارای ۱۲ خدمه مالزیایی و نیز ۲۲۷ مسافر بود که ۱۵۲ نفر چینی، ۵۰ نفر مالزیایی، ۲۰ نفر از کشورهای غربی و نیز ۲ نفر ایرانی (با پاسپورت‌های مسروقه) در میان آن‌ها بوده‌اند.
در ۱۳ ژوئن ۲۰۱۴ (۲۳ خرداد ۱۳۹۳) یافته‌های جدید نشان داد که «ظاهر شاه»، خلبان هواپیما در منزل و در دستگاه شبیه‌ساز رایانه‌ای مسیر پرواز به جنوب اقیانوس هند را تمرین کرده‌است. این درحالیست که طبق برنامه هواپیما باید از کوالالامپور به پکن می‌رفته و نیازی به حرکت به سمت جنوب اقیانوس هند نبوده‌است.
هواپیمای بوئینگ ۷۷۷ یکی از ایمن‌ترین هواپیماهای جهان است که در طول ۱۹ سال عرضه به بازار فقط دچار دو سانحه گردیده که سه نفر در جریان آن کشته شده‌اند. پرواز شماره ۲۱۴ هواپیمایی آسیانا در آمریکا، تنها حادثهٔ منجر به مرگ این هواپیما بوده که در ژوئیه ۲۰۱۳ در فرودگاه بین‌المللی سانفرانسیسکو اتفاق افتاد و ۳ نفر در جریان آن جان باختند. شرکت هواپیمایی مالزی نیز در طول عمر خود تنها دو سانحه منجر به مرگ داشته که یکی از آن‌ها به دلیل هواپیماربایی به وجود آمده‌است.

## سرنوشت هواپیما
در تاریخ ۲۴ مارس ۲۰۱۴ نجیب رزاق نخست‌وزیر مالزی سقوط هواپیما را تأیید کرد. وی اعلام کرد اطلاعات ماهواره‌ای کُریدُرهای جنوبی و شمالی تیم تحقیقاتی نشان می‌دهد که این هواپیما در یکی از کریدرهای پروازی جنوبی پرواز کرده و موقعیت خود را در منطقه‌ای در اقیانوس هند در غرب از دست داده‌است. البته تا کنون هیچ مدرک یا اثری دال بر سقوط این هواپیما کشف نشده و هیچ‌کدام از قطعات مشاهده شده در اقیانوس که قبلاً به آن‌ها استناد شده بود، ارتباطی با این رخداد نداشته‌اند. اندی اسکات، افسر نیروی هوایی نیوزیلند که در عملیات جستجوی پرواز ۳۷۰ مالزی حضور دارد، گفت که نیروهای وی تنها طی چهار ساعت جستجو به ۷۰ شیء معلق در اقیانوس هند برخوردند اما هیچ‌یک از این اشیاء به هواپیمای مفقود شده تعلق نداشتند. سه شیء مشکوک نیز که به نظر می‌رسیدند ارزش بررسی بیشتر را دارند چیزی جز تورماهی، در یخدان و یک شی قهوه‌ای و نارنجی نامشخص نبودند. همچنین دسته‌ای از قطعات نارنجی رنگ که از سوی هواپیمای استرالیایی در آب‌های اقیانوس تشخیص داده شدند مشخص شد چیزی جز تجهیزات ماهیگیری نبوده‌اند. بر همین اساس یک مقام ارشد مالزی گفت که ممکن است معمای هواپیمای مسافربری گمشده خطوط هوایی این کشور هیچ‌گاه حل نشود.
درتاریخ ۷ آوریل ۲۰۱۴ ژنرال انگوس هوستون که فرمانده عملیات جستجو در اقیانوس هند بود اعلام کرد سیگنال‌هایی دریافت شده که ممکن است متعلق به جعبه سیاه هواپیما باشد
در تاریخ ۱۱ آوریل تونی ابوت نخست‌وزیر استرالیا تأیید کرد این سیگنال‌ها متعلق به هواپیما است. بنا بر ارزیابی کارشناسان، باتری جعبهٔ سیاه هواپیما که می‌توانست اطلاعات بیشتری در بارهٔ چگونگی سقوط آن در دسترس قرار دهد، از روز دوشنبه (۷ آوریل) بر طبق داده‌های فنی می‌تواند خالی از انرژی شده باشد.
در روز ۲۸ آوریل ۲۰۱۴ تونی ابوت نخست‌وزیر استرالیا گفت که تلاش برای جستجوی هواپیمای مالزیایی گمشده وارد «مرحله جدیدی» شده‌است؛ و از این پس احتمال یافتن تکه‌های هواپیما در سطح اقیانوس بسیار کم است و جستجو باید به نقاط عمیق‌تر اقیانوس گسترش یابد.
در روز ۳۰ می ۲۰۱۴ مقامات استرالیایی گفته‌اند که هواپیمای ناپدید شده مالزیایی قطعاً در منطقه‌ای از اقیانوس هند که ابتدا تصور می‌رفت در آن سقوط کرده، سرنگون نشده‌است.
در ۷ اوت ۲۰۱۵ و در جزیره رئونیون قطعه‌ای از بال یک هواپیما پیدا شد.
در مارس ۲۰۱۶ و در ساحل موزامبیک قطعه‌ای از یک هواپیما پیدا شد، که احتمال می‌رود متعلق به این هواپیمای گمشده باشد..
در روز ۲۲ ژوئیه ۲۰۱۶ مقام‌های چینی، مالزیایی و استرالیایی توافق کرده‌اند که اگر در عملیات جستجو در جنوب اقیانوس هند اطلاعات قابل اتکای جدید به دست نیاید، عملیات جستجو معلق شود.
گزارشی از تیم تحقیق استرالیا دلالت بر این دارد که این هواپیما با تمام شدن سوخت سقوط کرده و عامل انسانی در کم شدن آنی ارتفاع آن دخیل نبوده‌است. استدلال و گزارش اداره ایمنی حمل و نقل استرالیا بر اساس وضعیت قطعه ای دو متری از بال یک هواپیما استوار است که در آب‌های جزیره رئونیون فرانسه پیدا شد، ۶۰۰۰ کیلومتر دورتر از منطقه ای در اقیانوس هند که لاشه هواپیما در آن جستجو می‌شود.
در روز ۱۷ ژانویه ۲۰۱۷ مقام‌های چین، مالزی و استرالیا در بیانیه ای اعلام کردند که عملیات جستجوی هواپیمای مفقود شده مالزیایی فعلاً متوقف شده‌است. این مقام‌ها با اعلام این تصمیم گفته‌اند که پس از ماه‌ها جستجوی بی‌حاصل با «ناراحتی» تصمیم گرفته‌اند عملیات را به حال تعلیق درآورند.

## سالگرد حادثه
در ۸ مارس ۲۰۱۵ در حالی که هنوز از سرنوشت این هواپیما اطلاع دقیقی نبود سالگرد این حادثه برگزار شد.
در ۸ مارس ۲۰۱۶ دومین سالگرد این حادثه برگزار شد و هنوز خبری در مورد این هواپیما نبود.
یک مقام رسمی آمریکا روز چهارشنبه ۷ مرداد ۱۳۹۴ گفت که محققان ایمنی هوایی با «درجهٔ بالایی از اعتماد» این قطعهٔ ۲ متری را به عنوان یک جزء منحصر به فرد از لبهٔ فرار بال هواپیمای بوئینگ ۷۷۷ شناسایی کرده‌اند. تعلق این قطعه به این هواپیما با توجه به شماره سریال یک ماه بعد به‌طور رسمی تأیید گردید.

## گزارش‌ها و فرضیه‌های متفاوت مطرح شده دربارهٔ سرنوشت هواپیما
پیدا کردن یک هواپیما در مقیاس اقیانوس هند، همانند پیدا کردن یک‌نفر در فاصله میان نیویورک تا کالیفرنیا است. »
ویلیام مارکز، سخن‌گوی ناوگان هفتم نیروی دریایی ایالات متحده آمریکا.

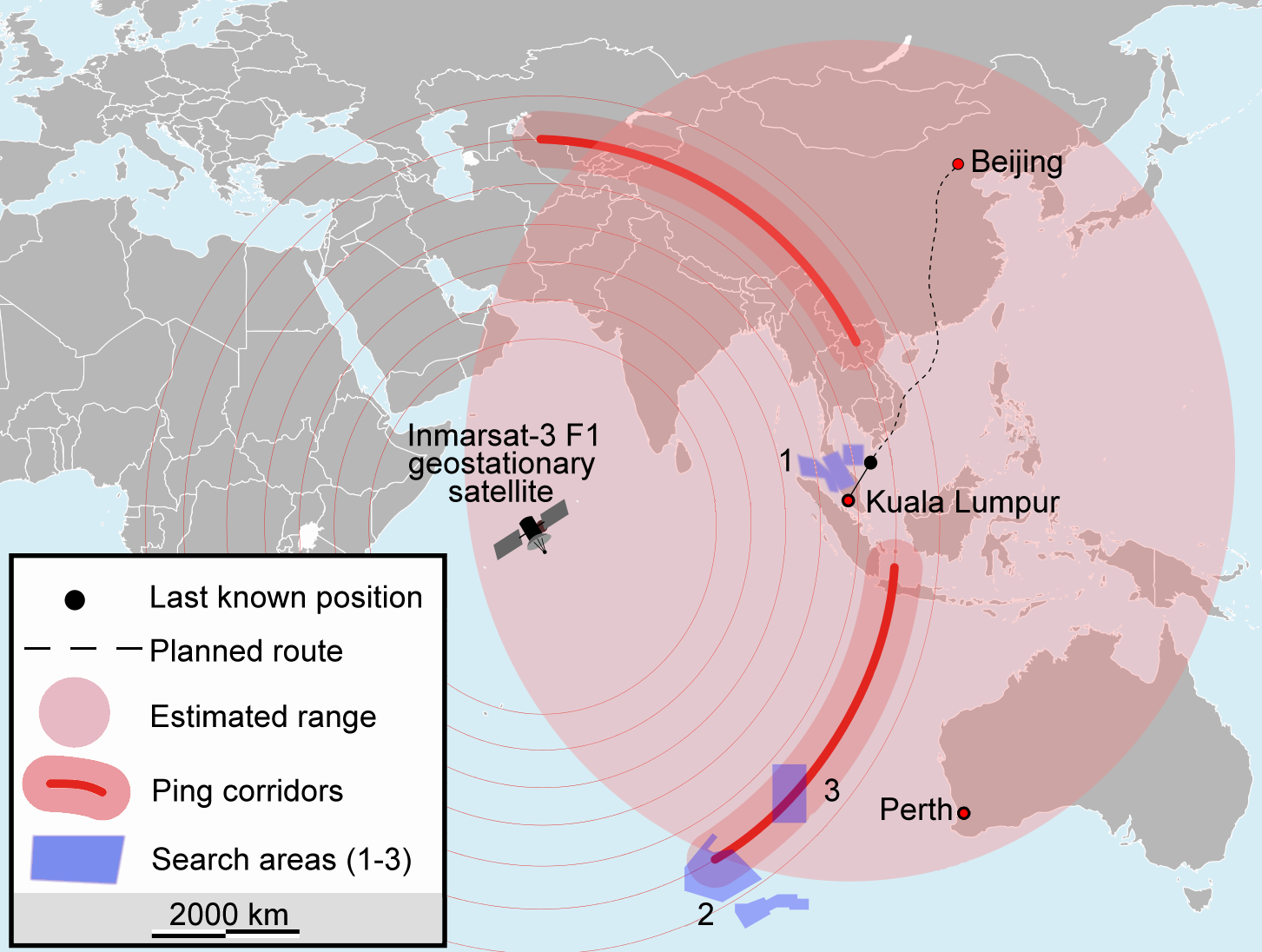
مناطقی که عملیات جستجو در آن انجام شده‌است. * نقطهٔ سیاه: آخرین موقعیت * خط‌چین: مسیر برنامه‌ریزی شدهٔ پرواز تا پکن * ابر صورتی: فاصله‌ای که هواپیما با بنزین خود می‌توانسته طی کند * خط قرمز: محل احتمالی آخرین اعلام حضور هواپیما * ابر آبی: مناطق جستجو شده (۱ تا ۳): ۱) از ۸ تا ۲۰ مارس ۲) از ۲۰ تا ۲۷ مارس ۳) ۲۸ مارس

طبق گزارش‌ها، یک کارمند نیوزیلندی که بر روی یک دکل حفاری در سکویی در نزدیکی مسیر هواپیما مشغول به کار بود ادعا کرده‌است که هواپیمایی را که دچار آتش‌سوزی بوده‌است دیده‌است. با توجه به مسیر حرکت هواپیما احتمال درستی این ادعا وجود دارد، هرچند بنا بر ادعاهای برخی مقامات نظامی این احتمال وجود دارد که هواپیما پس از وقوع حادثه تغییر مسیر داده‌باشد و در مسیری برگشتی بوده‌باشد.
بنا بر ادعایی مقامات ویتنام اعلام کرده‌اند نامهٔ کارمند نیوزلندی را دریافت نموده‌اند.
در این خبر ادعا شده کارمند نیوزیلندی اعلام داشته که نمی‌توانسته‌است تشخیص دهد آیا هواپیما در حال نزدیک شدن به او بوده‌است یا در حال دور گشتن از محلی که او در آنجا قرار داشته‌است.
برخی از منابع هم از عمدی بودن قطع سیستم‌های ارتباطی هواپیما سخن گفته‌اند.
پنتاگون اعلام کرده‌است که هواپیمای مفقود شده امکان دارد در اقیانوس هند دچار سانحه شده‌باشد.
اشاره‌شده‌است هواپیما پس از قطع ارتباط‌اش شاید ۴ یا ۵ ساعت همچنان به پرواز ادامه داده باشد.
و سپس در درون آب رفته‌باشد.
طبق اخبار کمک‌خلبان این پرواز، عبدالحمید ۲۷ ساله پیش‌تر (در سال ۲۰۱۱) سابقهٔ دعوت از توریست‌های بانوی جوان مسافر برای حضور در اتاقک خلبان جهت تفریح را داشته‌است. دو زن با اصلیت آفریقای جنوبی ادعا کرده‌اند، این خلبان دخانیات مصرف می‌کرده‌است و این دو دختر را سرگرم می‌کرده‌است و به آن‌ها اجازه داده‌است که حتی در زمان صعود و فرود در آنجا باقی بمانند. یکی از این زنان جوان مسافر که در ملبورن زندگی‌می‌کند، ادعا کرده‌است در آن پرواز این خدمهٔ ۲۷ ساله توجه به جلوی خود نداشته و مشغول صحبت و عکس گرفتن با این دو مسافر بوده‌اند. ادعا شده در قسمتی از پرواز خدمه صندلی را به‌طور کامل برگردانده و مشغول صحبت با یکی از دو دختر شده‌است. این زن جوان ادعا کرده‌است که حتی خدمهٔ هواپیما از آن‌ها دعوت کرده‌است که روز در کوالالامپور آن‌ها را همراهی کنند. او عنوان نموده‌است که از حادثهٔ اخیر بسیار ناراحت هست و قلب او از این حادثه‌ای که رخ داده‌است شکسته‌است. هواپیمایی مالزی اعلام کرده‌است هرگونه ادعا و خرابکاری علیه این خدمهٔ آن شرکت را پیگیری خواهد کرد و مانع از هرگونه ادعاها و دروغ پردازی‌ها خواهد شد. آن‌ها اعلام داشته‌اند در موقعیت کنونی نمی‌توانند صحت هیچ‌کدام از عکس‌ها و فیلم‌ها را تأیید کنند و فعلاً تمایلی ندارند که بدین موضوعات بپردازند. آن‌ها همچنین از رسانه‌ها و مردم درخواست کرده‌اند مراعات حریم شخصی آسیب‌دیدگان را داشته‌باشند چراکه بستگان آن‌ها هم‌اکنون به‌هیچ‌وجه در وضعیت روحی مناسبی به‌سر نمی‌برند. خلبانان زاهاری احمد شاه ۵۳ ساله و فاروق عبدالحمید در بسیاری از منابع به عنوان افرادی محترم و مفید برای جامعه معرفی شده‌اند. خلبان ۲۷ ساله پس از فارغ‌التحصیلی ازدواج کرده‌بود. «فاروق» بازیکن فوتسال می‌بود، و حتی به نوجوانان محل خویش برای تهیه لباس‌های ورزشی‌شان پرداخت‌هایی داشت.
نخست‌وزیر مالزی در کنفرانس خبری از رصد این هواپیما توسط ماهواره بیش از ۶ ساعت پس از ناپدید شدن در ساعت یک و نیم صبح ۸ مارس، خبرداد. یکی از پیشفرض‌های مطرح احتمال دزدیده شدن هواپیما یا احتمال خودکشی خلبان می‌باشد. خلبان اول این هواپیما تنها چند ساعت پیش از پرواز در یک دادگاه جنجالی و پر از تنش حضور داشته‌است.
براساس برخی گزارش تنها لحظاتی پیش از پرواز خلبان زاهاری احمدشاه یک تماس با تلفن همراه داشته‌است، موضوع این تماس و فرد پشت خط سوژهٔ برخی تحقیقات است.
بر اساس گزارش‌ها این احتمال وجود دارد که در ساعات آخرین هواپیما با خلبان اتوماتیک هدایت می‌شده‌است.
همچنین یکی از پیشفرض‌ها این است که امکان دارد خلبان با تجربهٔ هواپیما پس از وقوع یک آتش‌سوزی سعی دررفتن به نزدیک‌ترین فرودگاه در لنکاوی را داشته‌است و در نتیجه چرخش اولیهٔ هواپیما از مسیر طبیعی‌اش به سمت لنکاوی به همین دلیل رخ داده باشد.
به گزارش برخی منابع خبری، اهالی یک جزیرهٔ دور افتاده در مالدیو نیز اعلام کرده‌اند، هواپیمایی که در فاصلهٔ بسیار کمی از زمین در حال حرکت بوده‌است را بر فراز جزیرهٔ خویش دیده‌اند.
یکی دیگر از پیشفرض‌ها به وجود آمدن هیپوکسی به هر دلیلی و در نتیجه بی خلبان ماندنِ هواپیما است.
براساس برخی گزارش‌ها، افسر اول فاروق عبدالحمید، ۲۷ ساله، کمی قبل از این که هواپیمای MH370 ناپدید شود به آرامی گفته‌است
شب بخیر، مالزین ۳۷۰.
 احمد جوهری یحیی رئیس هواپیمایی مالزی اعلام نموده، تحقیقات اولیه نشان داده‌است که آخرین کلماتی که برج مراقبت از هواپیما شنیده‌است – ” بسیار خب، شب بخیر ” – توسط کمک خلبان، عبدالحمید گفته شده‌است. از سوی دیگر، مقامات مالزیایی به تازگی جزئیات جدیدی را از آخرین مکالمات میان برج مراقبت و خلبان این پرواز فاش کرده‌اند. آن‌ها اعلام کردند که آخرین مکالمه خلبان با برج مراقبت جمله ” بسیار خوب، شب‌بخیر ” نبوده، بلکه این مکالمه کمی رسمی‌تر و جمله ” شب بخیر، مالزین ۳۷۰ ” بوده‌است. مشخص نیست چگونه مقامات مالزیایی تاکنون متوجه این تفاوت فاحش در پیام مخابره شده، نشده بودند.
در برخی از منابع اشاره شده‌است انحراف هواپیما از مسیر طبیعی‌اش حتی پیش از آخرین پیام مخابره شده بین هواپیما و برج مراقبت رخ داده‌است. این اتفاق بنابر منابع خبری ۱۲ دقیقه پیش از ارتباط بین هواپیما و برج رخ داده‌است.
کریس گودفالو مسئول ثبت اطلاعات هوایی فرودگاه می‌گوید: 
امکان دارد قطع ارتباط سیستم‌های اطلاع‌رسانی هواپیما به دلیل آتش‌سوزی باشد.
 وی می‌افزاید: هواپیما به سوی چپ در حرکت افتاده و از مسیر خود به سوی پکن منحرف شد. همه چیز در هواپیما مرتب بوده و همه نشانه‌ها خوب، تا اینکه هواپیما در کابین با حادثه بزرگی مواجه شد و تصمیم گرفت از جهت خلاف حرکت خود تغییر مسیر دهد تا به مکانی برای فرود مطمئن برسد. گودفالو ادامه‌می‌دهد: هواپیما در حال پرواز به سوی داخل شهر یا منطقه‌ای مرتفع بوده و شاید تصمیم گرفته از مسیر مستقیم خود تغییری دهد و به سوی جزیره لنکاوی برود تا بتواند بدون دردسر فرود آید. خلبان به سوی کوالالامپور برنگشته‌است زیرا می‌دانست مقابلش مسافت زیادی وجود دارد که باید آن را طی کند. او می‌دانست که زمین‌های جزایر لنکاوی برای فرود مناسب است و به همین دلیل مسافت کوتاه را انتخاب کرد. اگر این نظریه درست باشد امکان اینکه هواپیما موفق نشده به جزیره برسد، وجود دارد.
برخی منابع از احتمالِ رخ دادنِ درگیری در کابین خلبان به عنوان عاملی جهتِ سقوط یا تغییر مسیر آن یاد کرده‌اند.
یک کارشناس هوایی احتمال می‌دهد شاید خلبانان هواپیما در عمل قهرمان‌هایی بوده‌اند. وی احتمال می‌دهد دلیل تغییر مسیر هواپیما می‌تواند وجود دودی در کابین بوده‌باشد، و احتمال دارد خدمه در واقع قهرمانانه تلاش کرده‌باشند که در مقابل این واقعهٔ ناگوار، هواپیما، خودشان و مسافران را حفظ کرده‌باشند و در نتیجه این می‌تواند دلیلی باشد برای آنکه هواپیما مسیر را به سمت لنکاوی منحرف کرده‌باشد. دود و گیجی همچنین می‌تواند توضیحی باشد برای آنکه چرا هواپیما تا ۴۵۰۰۰ پایی بالا می‌رود و سپس برمی‌گردد به ۲۳۰۰۰ پایی. وی می‌گوید حدس من اینست که غلظت دود آن‌قدر زیاد بوده‌است که به سختی می‌توانستند ابزار را ببینند.
تئوری دیگری اعلام می‌دارد که این احتمال وجود دارد که هواپیما تا ارتفاع ۴۵۰۰۰ پا بالا رفته باشد تا میزان اکسیژنی را که به آتش می‌رسد کاهش دهد. احتمال دیگر، کم شدن ناگهانی فشار هوای داخل کابین هواپیماست که می‌تواند به بیهوشی خلبان و مسافران منجر شود. در یک چنین حالتی هواپیما ممکن است بتواند برای مدتی با دستگاه هدایت اتوماتیک به پرواز ادامه دهد، ولی عدم مشاهده قطعات و نشانه‌های سقوط هواپیما موجب تردید در قبول این فرضیه می‌شود.
این موضوع در حال بررسی است که آیا باتری لیتیومی که پیشتر نیز احتمال دردسرساز بودنشان وجود داشته‌است باعث مشکل برای هواپیما شده یا خیر. اگر باتری لیتیومی در بار بوده باشد، می‌توانسته‌است ایجاد مشکل کند و موضوع آتش پیش می‌آید.
ممکن است هواپیما در ارتفاع بسیار بالا منفجر یا متلاشی شده باشد.
یک مقام اندونزی اعلام نموده‌است که پوشش رادار آن‌ها در قسمت غرب قدرتمند است و نشان نداده‌است که هواپیمایی وارد محدوده اندونزی شده باشد.
ماهواره‌های استرالیا در تصاویری از مناطقی دور افتاده در اقیانوس هند چند تصویر مشکوک را رصد کردند که نشان می‌داد به احتمال قوی آن‌ها در حقیقت باقیمانده‌های هواپیمای در آب باشد، اما این احتمال بعد از بررسی رد شد. بر اساس برآوردی این احتمال وجود دارد که هواپیما نه با شدت و بلکه تقریباً به آرامی بر آب فرود آمده باشد. به گفته مقامات استرالیایی، قطعات مشاهده شده در تصویر ماهواره‌ای که بر آب شناور است، اندازه‌های متفاوتی دارد و طول بزرگترین قطعه به حدود بیست و چهار متر می‌رسد و قطعه دوم حدود پنج متر طول دارد. عمق اقیانوس هند در این منطقه به چند هزار متر می‌رسد. دولت استرالیا از تمام کشتی‌های حاضر در پیرامون این نقطه، که در فاصله حدود دو هزار و پانصد کیلومتری جنوب غرب استرالیا قرار دارد، خواست که برای کمک به شناسایی این اجسام به محل مورد نظر بروند. در پی اظهارات نخست‌وزیر استرالیا و مقامات مالزیایی در این مورد، کشتی باری هوئگ سن پیترزبورگ متعلق به نروژ به‌عنوان نخستین کشتی خود را به این محل رساند، تا به شناسایی قطعات یافت شده کمک کند. یک خبرنگار روی یک هواپیمای نیروی دریایی ایالات متحده آمریکایی اعلام کرد جستجوی آن‌ها برای یافتن هواپیما، به یافتن یک چیزی شبیه به کشتی باری یا بارکش (freighter) و چند عدد دولفین منجر شد.
گفته‌شده احتمال دارد قطعات جابه‌جا شده‌باشند.
مقام استرالیایی اعلام کرد ممکن است جسمی که شناور بر روی آب بوده حالا پس از چند روز به ته آب رفته‌باشد.
ماهواره‌های چین نیز اعلام نمودند آن‌ها نیز توانستند در فاصلهٔ ۱۲۰ کیلومتری تقریباً در جنوب (بیش‌تر جنوب غربی) جایی که پیش‌تر استرالیا اعلام نموده‌بود تصاویر مشکوکی را مشاهده نمایند.
بنا به گزارش‌ها هوای به شدت بد و بارش باران امکان جستجو برای هواپیمای مالزی را با مشکل مواجه کرد.
ارتش تایلند ۱۱ روز پس از ناپدیدشدن هواپیمای پرواز ام. اچ ۳۷۰ مالزی از ردیابی این هواپیما توسط رادارهای این کشور خبر داد. به نوشته روزنامه بانکوک پست، سخنگوی نیروی هوایی تایلند گفته‌است ارتش این کشور نمی‌داند که آیا این هواپیمای شناسایی شده در رادارها، همان پرواز ۳۷۰ است.
اطلاعات رادارهای تایلند، حرکت هواپیمایی را ساعت یک و ۲۸ دقیقه به سمت کوالالامپور ردگیری کرده‌است. این سیگنال‌ها ۱۰ دقیقه پس از قطع ارتباط هواپیما با مرکز کنترل ترافیک دریافت شده‌است. پرواز این هواپیما در جهت مخالف مسیر هواپیمای بویینگ مالزیایی به سمت کوالالامپور بوده‌است.
براساس یکی از پیشفرض‌ها یکی از مقاصدِ محتمل برای فرودِ هواپیما می‌تواند بیابان تَکله‌مَکان واقع در شمال غربی چین باشد. جونا فیشر از خبرنگاران بی‌بی‌سی در گزارشی اعلام کرده‌بود: «از توضیحات مقامات مالزی می‌توان اینطور دریافت که به نظر آنها این هواپیما احتمالاً در نقطه‌ای نزدیک مرزهای چین و قرقیزستان است.»
چین بشدت از رویدادهای تروریستی در سین کیانگ نگران است.
بر اساس منابع‌ای گفته‌شده، هواپیمای MH370 متعلق به خطوط هوایی مالزی با ۲۳۹ سرنشین که دچار حادثه شده‌است در شبی گرم اقدام به پرواز کرده‌بود. پس از قوت یافتن احتمال ناپدیدشدن هواپیما در یک اقدام به خودکشی، اف‌بی‌آی از همسر خلبان بازجویی خواهد کرد.
گروه جستجو برای نخستین بار از یک زیردریایی بی‌سرنشین برای جستجو در بستر اقیانوس هند بهره گرفت. به گفته اگنوس هوستن، رئیس مرکز هماهنگی عملیات جستجوی هواپیمای مالزی، زیردریایی بی‌سرنشین "بلوفین-۲۱ " برای یافتن لاشه هواپیما به اعماق اقیانوس فرستاده می‌شود. پیش‌تر این گروه اعلام کرده بود که از هشتم ماه آوریل تاکنون سیگنال جدیدی دریافت نکرده‌است و از احتمال تمام شدن باتری‌های جعبه سیاه هواپیما ابراز نگرانی کرده بود. این زیردریایی حدود پنج متر طول دارد و با داشتن دستگاه دریافت سیگنال در آب می‌تواند از بستر اقیانوس نقشه‌برداری کند. زیردریایی بی‌سرنشین در مناطقی به عمق اقیانوس فرستاده می‌شود که قبلاً سیگنال‌های احتمالی متعلق به جعبه سیاه دریافت شده بود. این زیردریایی در یک شعاع ده کیلومتری در محل دریافت سیگنال‌های پیشین در بستر اقیانوس هند جستجو کرد و با داشتن دستگاه دریافت سیگنال در آب می‌تواند از بستر اقیانوس نقشه‌برداری کند. بلوفین۲۱ تا عمق ۴۵۰۰ متری دریا و سپس به عمق ۴۶۹۵ متر رفت.
نظریهٔ جدیدی توسط 'لری ونس'، یکی از با تجربه‌ترین محققان سانحه هوایی در جهان و محقق ارشد سابق انجمن ایمنی حمل و نقل کانادا مطرح شده‌است مبنی براینکه پرواز ام. اچ ۳۷۰ خطوط هوایی مالزی به‌طور عمد به سوی اقیانوس هدایت شده‌است. تارنمای 'بیزینس اینسایدر' استرالیا از قول این محقق گفته‌است که سائیدگی کناره و گوشه‌های قطعه یافت شده از بال هواپیما، نشان می‌دهد هواپیما فرودی تحت کنترل بر روی سطح آب داشته‌است. ونس معتقد است آسیب‌هایی که بر روی بدنه هواپیما وارد شده نشان می‌دهد تنها می‌تواند توسط تماس طولانی مدت با سطح آب با سرعت بالا ایجاد شده باشد.
'پائول کندی' مدیر طرح شرکت هلندی 'فوگرو' در عملیات جستجو اخیراً پس از دو سال تلاش برای یافتن اثری از پرواز ناپدید شده‌ام. اچ ۳۷۰ مالزی اعلام کرد احتمالاً محل این دو سال جستجو اشتباه بوده‌است.
کارشناسان این شرکت هلندی احتمال دادند این هواپیما در لحظات آخر به جای فرورفتن سریع در آب‌های عمیق جنوب اقیانوس هند و در نزدیکی استرالیا، به صورت آرام به زیر آب رفته باشد که به این معناست آن‌ها برای دو سال مسیر نادرستی را جستجو کرده‌اند.
او و تیمش این بحث را مدنظر قرار داده‌اند که این هواپیما به آرامی به زیر آب رفته و در مکانی دورتر از محل جستجو قرار گرفته باشد.

## دربارهٔ بوئینگ ۷۷۷

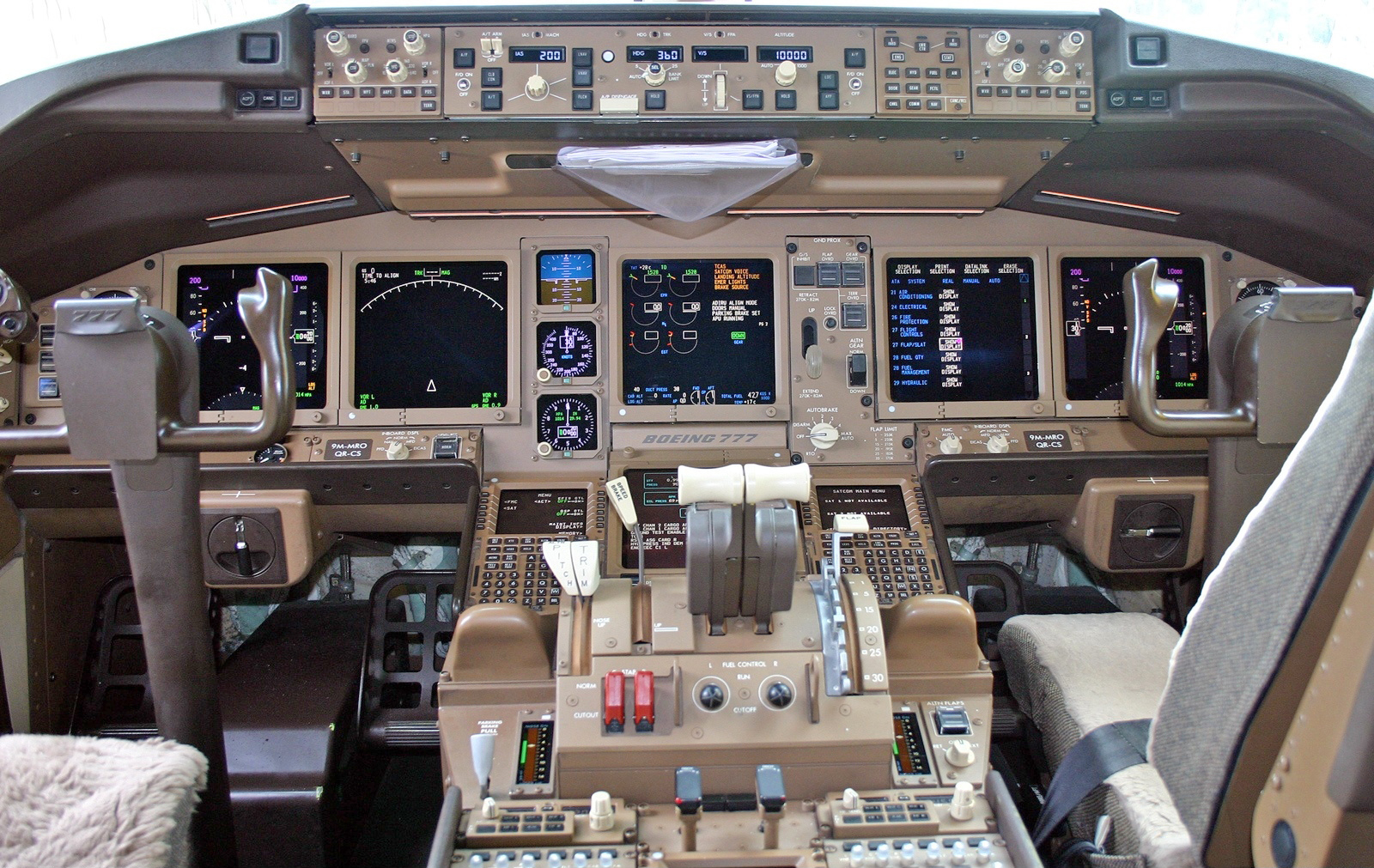
درون کابین خلبان هواپیمای بوئینگ ۷۷۷ گمشده در سال ۲۰۰۴

هواپیمای بوئینگ ۷۷۷ یکی از ایمن‌ترین هواپیماهای جهان شناخته می‌شود. این هواپیما از ژوئن ۱۹۹۵ که اولین پرواز تجاری‌اش را آغاز کرد تا به امروز فقط دچار دو حادثه شده‌است که یکی در سال ۲۰۰۸ برای پرواز ۳۸ هواپیمایی بریتانیا بوده که هیچ تلفاتی نداشت و دیگری در سال ۲۰۱۳ برای پرواز شماره ۲۱۴ هواپیمایی آسیانا که ۳ نفر در جریان آن مردند.
پرواز ۳۷۰ که ناپدید شده، ۴۰۴ مین بوئینگ ۷۷۷ است که توسط شرکت آمریکایی بوئینگ ساخته شده‌است. اولین پروازش در ۱۴ مه ۲۰۰۲ بود و در ۳۱ مه همان سال به هواپیمایی مالزی تحویل داده شد. براساس آمار شرکت هواپیمایی مالزی، این هواپیما از زمان ساختش در سال ۲۰۰۲، ۲۰٬۲۴۳ ساعت و ۳٬۰۲۳ بار پرواز داشته‌است. آخرین بار هم در فوریهٔ ۲۰۱۴ سرویس شده‌است.

## مسافرین و خدمه
| ملیت                | تعداد |
| ------------------- | ----- |
| استرالیا            | ۶     |
| کانادا              | ۲     |
| چین                 | ۱۵۲   |
| فرانسه              | ۴     |
| هنگ کنگ             | ۱     |
| هند                 | ۵     |
| اندونزی             | ۷     |
| ایران               | ۲     |
| مالزی               | ۵۰    |
| هلند                | ۱     |
| نیوزیلند            | ۲     |
| روسیه               | ۱     |
| تایوان              | ۱     |
| اوکراین             | ۲     |
| ایالات متحده آمریکا | ۳     |
| کل                  | ۲۳۹   |

### خدمه
تمام ۱۲ نفر خدمه شهروند مالزی بودند. خلبان یک پرواز، خلبان زاهاری احمدشاه ۵۳ ساله اهل پنانگ بود که در سال ۱۹۸۱ به خطوط هواپیمایی مالزی راه یافت و ۱۸٬۳۶۵ ساعت تجربه پرواز دارد. او با همسر و سه فرزندش در یک مجموعه مسکونی سطح بالا و خصوصی در شهر کوالالامپور زندگی می‌کرد. در منزل خود یک دستگاه پرواز مجازی نصب کرده بود که دقیقاً کارهمان مدل از هواپیمای بوئینگ ۲۰۰–۷۷۷ را که او با آن پرواز می‌کرد، انجام می‌داد. زاهاری احمدشاه صفحه یوتیوب ویژه خود را داشت که روی آن مطالب آموزشی گوناگون از جمله آموزش دستگاه پرواز مجازی را منتشر می‌کرد. احمدشاه با انور ابراهیم رهبر مخالفان دولت مالزی که حکم زندان او ساعاتی قبل از این پرواز صادر شد نسبت خانوادگی دارد (خلبان پسرعموی مادرزن پسر انور ابراهیم است). افشای این نکات باعث شد که برخی از روزنامه‌های بریتانیایی مدعی شوند که خلبان این هواپیما «یک فرد سیاسی تندرو» است که به خاطر انتقام گرفتن از صدور حکم زندان برای انور ابراهیم هواپیما را ربوده‌است.
کمک خلبان پرواز، فاروق عبدالحمید ۲۷ ساله که از سال ۲۰۰۷ در خطوط هواپیمایی مالزی کار می‌کرد و ۲٬۷۶۳ ساعت تجربه پرواز دارد. او فرزند یک کارمند ارشد ادارات دولتی بود و رشته خلبانی را در آموزشگاهی در ایالت لانگ کوای تحصیل کرده بود. دوستان عبدالحمید وی را فردی متدین توصیف کرده‌اند که در مورد کارش بسیار جدی بود. او قرار بود در آینده نزدیک با یک خلبان که در شرکت هوایی دیگری مشغول به کار است، ازدواج کند. با این حال یک شبکه تلویزیونی استرالیایی گزارشی را پخش کرد که در آن یک زن اهل آفریقای جنوبی ادعا می‌کرد که در جریان پروازی در سال ۲۰۱۱ عبدالحمید او و یکی از دوستانش را به دیدن اتاق خلبان دعوت کرده بود.
سال ۲۰۱۵ میلادی محققان مالزیایی اعلام کردند موضوع مشکوکی در ارتباط با اشخاص و وضعیت پزشکی و مالی خلبان‌ها یا خدمه این پرواز وجود ندارد. تحقیقات نشان می‌داد خلبان پیش از پرواز، تمرین فرود آمدن در جزیره ای خالی از سکنه در آب‌های جنوبی اقیانوس هند را در شبیه‌ساز خود انجام داده و سپس این اطلاعات را پاک کرده‌است.
در سال ۲۰۱۶ سازمان استرالیایی مسئول عملیات جستجوی پرواز ناپدید شده‌ام. اچ ۳۷۰ مالزی اعلام کرد که دستگاه شبیه‌ساز پرواز که در خانه خلبان این پرواز وجود داشت، نشان دهنده ترسیم طرحی برای آب‌های جنوبی اقیانوس هند است که این پرواز احتمالاً در آنجا ناپدید شده‌است. مرکز همکاری‌های سازمان مشترک (جی.ای.سی. سی) نیز اعلام کرد وجود داده‌های دستگاه شبیه‌ساز پرواز تاییدی بر اینکه خلبان به‌طور عمد باعث ناپدید و سقوط بوئینگ ۷۷۷ شده، نیست. این مرکز اعلام کرد که دستگاه شبیه‌ساز پرواز نشان می‌دهد که یک‌نفر طرحی برای آب‌های جنوبی اقیانوس هند ترسیم کرده‌است.'شبکه خبر آسیا' به نقل از گزارش 'جی. ای.سی. سی'، اعلام کرد این اطلاعات تنها نشان دهنده احتمال انجام شدن این اقدام است. این دستگاه نشان نمی‌دهد که در شب پرواز چه اتفاقی رخ داده یا اینکه هواپیما در کجا واقع شده‌است.
لیو تیونگ لای، وزیر حمل و نقل مالزی نیز گفت مسیر انتخابی این خلبان، یکی از «هزاران» مسیری است که در شبیه‌ساز مالزی یافت می‌شود.

### سوار شدن دو مسافر ایرانی با پاسپورت‌های دزدی
دو نفر از مسافران این هواپیما با گذرنامهٔ دو شهروند اتریشی و ایتالیایی که چند سال پیش در تایلند به سرقت رفته بوده سوار هواپیما شده بودند و در ابتدا ملیتشان مشخص نبود اما پس سه روز اعلام شد دو نفر ایرانی هستند. پلیس مالزی در روز ۱۱ مارس گفت که یکی از دو مسافری که با گذرنامهٔ سرقتی سوار هواپیما شده بودند، یک پسر ۱۹ سالهٔ اهل ایران است که می‌خواسته به آلمان مهاجرت کند و همچنین بی‌بی‌سی احتمال می‌دهد که مسافر دیگر نیز ایرانی باشد. پلیس مالزی ربط داشتن این دو مسافر به گروه‌های تروریستی را رد کرد.
رونالد نوبل دبیرکل پلیس بین‌الملل، اینترپل، در بیانیه‌ای گفته‌است: «اگرچه برای ارتباط دادن این دو پاسپورت دزدی به مفقود شدن هواپیما زود است، همین که مسافری توانسته با داشتن گذرنامه مسروقه که در فهرست اینترپل بوده سوار یک پرواز بین‌المللی شود بسیار نگران کننده است.»

## وسایل و تجهیزات مورد استفاده به‌منظور کشف رخداد
از جمله وسایل و تجهیزات که به‌منظور شناسایی دلیل ناپدیدشدن هواپیما به کار گرفته‌شدند، اسکن و بازبینیِ تصاویر اقیانوس هند، که توسط ماهواره‌ها تهیه شده بود را می‌توان برشمرد.

### هزینه عملیات جستجو
عملیات یافتن هواپیمای ناپدیدشدهٔ مالزیایی هر روز بیش از یک میلیون دلار هزینه برمی‌دارد. در عملیات جستجوگرانهٔ ۷ کشور که فعالانه در یافتن بوئینگ با یک‌دیگر همکاری کرده‌اند، تا ۱۲ آوریل ۱۸ کشتی، ۱۹ هواپیمای جنگنده و یک زیردریایی شرکت داشته‌اند. بر اساس ارزیابی نیویورک تایمز، این عملیات هر روز یک میلیون دلار آمریکایی هزینه دارد. مخارج کشتی استرالیایی، به تنهایی روزانه نیم میلیون دلار است. در میان کشورهای جستجوگر، تنها آمریکا و کره جنوبی فهرست هزینه‌های خود را منتشر ساخته‌اند. بر این مبنا، ایالات متحده تا کنون بیش از ۳ میلیون و ۳۰۰ هزار دلار و کرهٔ جنوبی، بیش از ۵۶۳ هزار دلار صرف عملیات اکتشافی کرده‌اند. تونی ابوت نخست‌وزیر استرالیا با اشاره به شکست تلاش‌ها در هوا، سطح زمین و زیر آب برای یافتن لاشه هواپیما، هزینه عملیات جدید جستجو برای یافتن لاشه هواپیما را که در آن از پیمانکاران تجاری استفاده شد و تحقیقات شامل جستجو در سطح اقیانوس در بعد وسیع‌تر انجام می‌شود، ۶۰ میلیون دلار تخمین زد.
کارشناسان آمریکایی معتقدند که هزینه‌های اکتشاف و انتقال لاشهٔ هواپیمای سرنگون‌شدهٔ مالزیایی به خشکی، در صورت پیداشدن، بالغ بر صدها میلیون دلار خواهد بود. تاکنون، عملیات جستجو برای یافتن هواپیمای ایرفرانس که در سال ۲۰۰۹ در اقیانوس اطلس سقوط کرد، با هزینه‌ای بالغ بر ۱۶۰ میلیون دلار، گران‌ترین «برنامهٔ اکتشافی هوایی» به‌شمار می‌رفت. پس از آن، مخارج ۳۹ میلیون دلاری جستجو و انتقال بوئینگ سرنگون‌شدهٔ شرکت هواپیمایی سوئیس اینترنشنال ایرلاینز در سال ۱۹۹۸ در ردیف دوم قرار داشت.

## ساخت فیلم
در ماه مه ۲۰۱۴ (خرداد ۱۳۹۳) روپش پل، فیلمساز هندی، گفت در حال ساختن فیلمی با عنوان واقعه ناپدید شدن در مورد هواپیمای ناپدید شده پرواز ام اچ ۳۷۰ خطوط هوایی مالزی است. وی تأکید کرد که به هیچ وجه قصد ندارد از ماجراهای مربوط به ادامه تجسس برای یافتن این هواپیما بهره‌برداری کند و این فیلم روی خانواده‌های مسافران این پرواز هیچ تأثیری نخواهد داشت. در سریال پایتخت ۴ هم از این موضوع استفاده شد و همسر چینی ارسطو، چوچانگ در این حادثه جان خود را از دست داد

## پیدا شدن قطعاتی از لاشه هواپیما
شبکهٔ تلویزیونی سی‌ان‌ان نیز به نقل از شاهدان عینی خبر داد که لاشه هواپیمایی بوئینگ ۷۷۷ پرواز شماره ۳۷۰ هواپیمایی مالزی که سال قبل مفقود شده بود، در سواحل ماداگاسکار پیدا شده‌است.
آژانس تحقیقات سانحهٔ هوایی فرانسه در حال مطالعه بر روی یک قطعهٔ هواپیما است که در منطقهٔ ساحلی شهر سنت آندرهٔ جزیرهٔ رئونیون واقع در جنوب اقیانوس هند و شرق ماداگاسکار آفریقا یافت شده‌است. یک کارشناس امنیتی حمل و نقل هوایی گفته‌است این یافته «شباهت باورنکردنی» به بخشی از یک فلپ بال از بوئینگ ۷۷۷ دارد.
نجیب تون رزاق نخست‌وزیر مالزی در ۵ اوت ۲۰۱۵ گفت که کارشناسانی که قطعات یافته شده را در فرانسه بررسی کرده‌اند، تأیید می‌کنند که این قطعات به هواپیمای پرواز MH370 متعلق است. در همان حال یک مقام دادستانی فرانسه اعلام کرد هنوز آزمایش‌های بیشتر لازم است تا نتایج کاملاً قابل اتکا و قطعی به دست آید.
در ماه مارس ۲۰۱۶ وزیر ترابری استرالیا اعلام کرد «تقریباً قطعی» است که دو قطعه یک هواپیما که در موزامبیک کشف شده متعلق به پرواز ام‌اچ۳۷۰ خطوط هوایی مالزی است. این دو قطعه به‌طور جداگانه توسط مردم عادی پیدا شد و بعداً برای تحلیل به استرالیا منتقل شد. دارن چستر همچنین گفت این یافته‌ها با مدل‌سازی نحوه شناور شدن قطعات هواپیمای ناپدید شده در آب‌های اقیانوس همخوانی و هماهنگی دارد.
نظریهٔ جدیدی توسط 'لری ونس'، یکی از با تجربه‌ترین محققان سانحه هوایی در جهان و محقق ارشد سابق انجمن ایمنی حمل و نقل کانادا مطرح شده‌است مبنی براینکه پرواز ام. اچ ۳۷۰ خطوط هوایی مالزی به‌طور عمد به سوی اقیانوس هدایت شده‌است. تارنمای 'بیزینس اینسایدر' استرالیا از قول این محقق گفته‌است که سائیدگی کناره و گوشه‌های قطعه این بال هواپیما، نشان می‌دهد هواپیما فرودی تحت کنترل بر روی سطح آب داشته‌است. ونس معتقد است آسیب‌هایی که بر روی بدنه هواپیما وارد شده نشان می‌دهد تنها می‌تواند توسط تماس طولانی مدت با سطح آب با سرعت بالا ایجاد شده باشد.
در سپتامبر۲۰۱۶ تیم استرالیایی جستجو اعلام کرد که قطعه بسیار بزرگی از یک بال هواپیما که در سواحل تانزانیا و در ماه ژوئن (تیر) پیدا شده‌است پس از بررسی‌های دقیق سریال‌ها و حروف حک شده بر آن توسط شرکت سازنده ایتالیایی، تعلق آن به هواپیمایی بوئینگ ناپدید شده مالزی کاملاً تأیید می‌گردد. کشف این قطعه بزرگ کمک بسیار زیادی به حل معمای مرموز این سانحه هوایی می‌کند.

## تعلیق عملیات جستجو
در ژوئیهٔ ۲۰۱۶ مقام‌های چینی، مالزیایی و استرالیایی توافق و اعلام کردند که اگر هواپیمای مسافربری مالزی در منطقهٔ کنونیِ مورد جستجو پیدا نشود و «اطلاعات قابل اتکای جدید» به دست نیاید، عملیات جستجوی آن در جنوب اقیانوس هند به حالت تعلیق درمی‌آید؛ اما این به معنی پایان عملیات جستجو نیست. وزرای مسئول همچنین اعلام کردند با کمتر از ۱۰هزار کیلومتر مربع باقی‌مانده در منطقهٔ تحت جستجو «احتمال یافتن هواپیما رنگ می‌بازد». عملیات جستجو به کمک زیردریایی‌های بدون سرنشین و رادارهای ویژهٔ زیرآب، در منطقه‌ای به وسعت ۱۲۰هزار کیلومتر مربع در جنوب اقیانوس هند در حال انجام است و تنها حدود ۱۰هزار کیلومتر مربع از آن تاکنون جستجو نشده‌است. فرماندهی عملیات جستجو را استرالیا بر عهده دارد.

## جنوب شرقی آسیا

مکان‌های جستجوی اولیه در جنوب‌شرقی آسیا

مرکز هماهنگی نجات هوایی فرودگاه کوالالامپور (ARCC) در ساعت ۵:۳۰ بعد از ظهر تا ۹:۳۰ از قطع ارتباط با هواپیما فعال شد تا تلاش‌های جستجو و نجات هماهنگ شود. تلاش‌های جستجو در خلیج تایلند و دریای جنوبی چین آغاز شد. در روز دوم جستجو، مقامات مالزی گفتند که ضبط‌های رادار می‌گوید که ممکن است پرواز ۳۷۰ قبل از ناپدید شدن از صفحه رادار، دور از دسترس باشد. منطقه جستجو به شمال بخشی از تنگه مالاکا گسترش یافت. در روز ۱۲ مارس، رئیس نیروی هوایی سلطنتی مالزی اعلام کرد که یک هواپیمای ناشناس که به نظر می‌رسد پرواز ۳۷۰ است، در سراسر شبه جزیره مالایا سفر کرده‌است و آخرین رادول نظامی در شمال غربی جزیره پنانگ بود. پس از آن تلاش‌های جستجو در دریای اندامان و خلیج بنگال افزایش یافت.